# Peter Pan (Anime)
Peter Pan (jap. ピーターパンの冒険, Pītā Pan no Bōken) ist eine Anime-Serie des japanischen Studios Nippon Animation aus dem Jahr 1989. Sie ist eine Verfilmung des bekanntesten Werkes des schottischen Autors J. M. Barrie und gehört zur Reihe World Masterpiece Theater. Die Fernsehserie wurde in mehrere Sprachen übersetzt, darunter auch ins Deutsche. Die englische Fassung wurde auch als Peter Pan and Wendy bekannt.

## Produktion und Veröffentlichung
Die Serie wurde bei Nippon Animation unter der Regie von Takashi Nakamura, Fumio Kurokawa, Kozo Kusuba und Yoshio Kuroda produziert, als Produzenten verantwortlich waren Koichi Motohashi und Shigeo Endo. Die Drehbücher schrieben Michiru Shimada und Shun'ichi Yukimuro. Das Charakterdesign entwarf Takashi Nakamura und die künstlerische Leitung lag bei Masamichi Takano.
Die Animeserie wurde erstmals vom 15. Januar bis zum 24. Dezember 1989 von Fuji TV in Japan gezeigt. Die Erstausstrahlung in Deutschland begann am 25. Januar 1992 auf RTLplus und lief bis zum 7. November 1992. Danach folgten weitere Ausstrahlung, am meisten auf RTL 2, Das Erste und Kinderkanal. Außerdem gab es Ausstrahlungen in Frankreich, Italien, Spanien, Mexiko, Brasilien, Polen, Schweden, Finnland, Israel und den Philippinen. In Großbritannien erschien eine Zusammenfassung der ersten drei Folgen in englischer Übersetzung.

## Musik
Die Musik der Serie komponierten Toshiyuki Watanabe und Yoshimasa Inoue. Von Yuuyu stammen das Vorspannlied Mōichido Peter Pan und der Abspanntitel Yume yo Hirake Goma!. Die britische Fassung enthält neue Musik von Haim Saban und Shuki Levy.

## Veröffentlichungen
In Deutschland erschienen nach der Erstausstrahlung 5 Hörspielkassetten mit den ersten 10 Folgen der Serie sowie 10 Folgen auf VHS. Bisher wurden die ersten 6 Folgen auf DVD veröffentlicht.

## Inhalt
Wendy, die nicht erwachsen werden will, reist mit ihren beiden kleinen Brüdern und zusammen mit Peter Pan ins Niemandsland. Dort erleben sie Abenteuer und müssen gegen den Piraten Kapitän Hook, einen bösen Zauberer und die Dunkelheit selbst kämpfen.

## Charaktere

### Protagonisten
- Peter Pan – Titelheld und Hauptperson der Serie. Er hat braune Haare, trägt einen bräunlich-orangen Anzug und eine beige Mütze mit Zweig. An der Taille hat er ein Horn befestigt, das ihm sowohl als Messer zum Kämpfen als auch als Musikinstrument dient. Sein wichtigstes Ziel ist, ewig Kind zu sein und somit immer verspielt mit Lust auf Aktion und Abenteuer. Gewöhnlich ist er fröhlich und gut drauf. Gefechte mit Käpt’n Hook und den Piraten sind seine Lieblingsbeschäftigung. Sehr flink, entschlossen und selbstbewusst stellt er sich ihnen entgegen und schafft es gewöhnlich, selbstständig zu handeln und als Sieger hervorzugehen, benötigt jedoch hin und wieder mal ein wenig Hilfe.

- Glöckchen – eine Fee mit dunkelroten Haaren und vollständig leuchtendem Körper. Eine häufige Begleiterin für Peter Pan, sie besitzt magischen Feenstaub, durch den Kinder imstande sind zu fliegen und somit nach Niemandsland kommen können. Am liebsten hätte sie Peter ganz für sich allein und wird deshalb sofort eifersüchtig auf Wendy, wenn diese ihm nur ein wenig zu nahe kommt. Deshalb findet sie immer einen Grund, diese loszuwerden.

- Wendy Darling – ein Mädchen, das mit ihrer Familie in London wohnt. Sie hat blonde lockige Haare, die sie mit zwei roten Schleifen dekoriert, und trägt ein pinkes Kleid. Seit langem beschäftigt sie sich mit Peter Pan, der ihr zuerst als Wesen in ihren Träumen erscheint, und ist begeistert, als sie herausfindet, dass dieser tatsächlich existiert und sie zu ihm ins Niemandsland reisen kann. Dort wird sie voller Freude von seiner Bande verlorener Kinder aufgenommen und von allen als Mutter angesehen. Im gemeinsamen Zuhause sorgt sie für Ordnung, kocht die ganzen Mahlzeiten und erzählt den Jungs Gutenachtgeschichten.

- John Darling – das mittlere Kind der Darlingkinder, der Bruder von Wendy und Michael. Er hat dreckigblonde Haare, ist mittlerer Größe, doch sehr dünn, trägt eine kurze Hose mit Hosenträgern und meist einen Zylinder. Gerne bereichert er sein Wissen, das er im Niemandsland mit viel Freude zum Ausdruck bringt, sehnt sich aber gleichzeitig sehr nach Abenteuern und sein Traum ist, Pirat zu werden. Anders als Peter Pan ist er jedoch oft ängstlich, was er prompt äußert. Zudem hat er ein besonderes Interesse für die Indianertochter Tigerlily, ist jedoch in ihrer Anwesenheit eher schüchtern und verlegen.

- Michael Darling – das jüngste Kind der Familie Darling. Er hat rote Haare und trägt einen türkisfarbenen Overall. Aufgrund seines Alters ist er sehr verspielt und sehnt sich genauso nach Abenteuern wie Peter. Regelmäßig nehmen die andern etwas mehr Rücksicht auf ihn, da er der Kleinste ist.

- Die verlorenen Jungs – drei Jungs, die, seit sie sich erinnern, im Niemandsland zu Hause sind. Sie wissen nichts von der Welt außerhalb und keiner kennt seinen Geburtstag.
  - Slightly – ein pummeliger Junge mit weißem Umhang und Hasenmütze. Er ist der Mechaniker und Erfinder und baut gerne größere Gegenstände, wie Boote oder Kutschen. Zudem sehnt er sich nach Neuem und ist immer aufmerksam und bereit sein mechanisches Wissen zu bereichern.
  - Curly – ein verlorener Junge mit einem Topf als Kopfbedeckung. Ähnlich wie Slightly sehnt auch er sich nach Neuem, vor allem wenn es darum geht, Wendy bei ihrer Hausarbeit zu unterstützen.
  - Tootles – der größte der verlorenen Jungs, mit blauem Anzug und pinker Kappe. Von allen zu Hause ist er der ruhigste und zurückhaltendste, wenn er mal seine Ideen äußert, wird er sofort verlegen. Weniger steht er Slightly bei seinen Erfindungen zu Hand, viel lieber assistiert er Wendy beim Aufräumen und Saubermachen.

### Antagonisten
- Käpt’n Hook – der Bösewicht der Serie und Erzfeind Peters. Er hat einen kräftigen Körperbau, dunkelgraue Haare und trägt einen Piratenanzug mit Hut und Umhang. Da ihm ein Krokodil seine Hand abgebissen hat, hat er an dieser Stelle einen scharfen Haken befestigt. Wie üblich für einen Piraten, ist er grausam und brutal. Es macht ihm nichts aus, Geiseln zu nehmen, Kinder zu opfern und zu quälen sowie seine eigene Mannschaft zu schikanieren und rumzukommandieren. Alle seine Leute sind ihm treu ergeben, gehorchen ihm aufs Wort und wären nie imstande sich zu widersetzen. Er hat zwei Schwächen. Die eine ist die Liebe zu seiner Mutter, die er im Alter von sieben verlor und von der er ein Porträt hat, welches er bei besonderen Anlässen vor sich stellt und zu dem er spricht, denn somit glaubt er, etwas seiner Mutter zu sagen. Die andere ist die Furcht vor dem Krokodil. Immer wenn er es hört, wird er panisch und verkriecht sich zitternd, ohne in der Lage zu sein, etwas zu unternehmen.

- Smee – Hooks Bootsmann, der ihm immer treu ist und sich an erster Stelle das Wohl seines Captains wünscht. Er ist ziemlich klein und pummelig und hat weiße Haare. Anders als Hook und die Piraten ist er eher ruhig und harmlos und meidet Kämpfe und Gewalt so gut er kann, selbst Peter und seine Freunde möchte er lieber nicht an seine Mannschaft verraten und hilft ihnen an erster Stelle, eine Hinrichtung unterstützt er nur dann, wenn die Kinder bereits in Hooks Klauen geraten sind und er sich diesem Befehl nicht mehr widersetzen kann.

- Die restlichen Piraten:
  - Starkey – ein großer Pirat mit Froschgesicht und ein wenig pummeliger Figur. Wie sein Käpt’n ist es auch für ihn offensichtlich, grausam zu sein und Böses zu tun. Gleichzeitig aber hat er eine Schwäche für seine Schwester, mit der er Kontakte pflegt und die, genau wie Wendy, eine Vorliebe für Märchen hat. Dadurch wird auch bei ihm das Interesse erweckt.
  - Cecco – der kleinste aller Piraten der Jolly Roger. Er hat schwarze Haare, trägt eine breite Mütze und in ihr viele Messer, die er als Waffe jederzeit griffbereit hat. Sehr geschickt wirft er sie wie kleine Pfeile und verfehlt selten sein Ziel.
  - Robert – ein ziemlich kleiner Pirat mit breiten Lippen und langem Gesicht. Als Waffe trägt er am Gürtel einen Revolver.
  - Bill – der größte Pirat. Er trägt ein lila Kopftuch und ein blassblaues Shirt. Zudem ist er sehr breit und hat einen aufgeblähten Bierbauch, aber auch körperlich ungeheuer kräftig und schafft es problemlos, riesige Felsen zu heben.
  - Alf Mason – ein großer Pirat mit breiten Zähnen und einer Augenklappe über seinem rechten Auge.

### Die dunklen Gestalten
- Luna – ein junges Mädchen, das aus dem anderen Teil von Niemandsland kommt. Sie hat schwarze zerzauste Haare und trägt ein unelegantes Kleid. Als Freizeitbeschäftigung erkundet sie gerne die Gegend, wozu sie als Transportmittel einen besonderen Scooter verwendet, der leicht über dem Boden schweben kann und mit dessen Anwendung sie bereits viel Erfahrung hat. Außerdem ist sie, was sie gleich am Anfang zugibt, die Enkelin und Nachfahrin einer bösen Hexe, die überzeugt ist, dass dieses Kind genau so ist wie sie. Jedoch hat sie ihren eigenen Willen und tut alles, um sich vom Bösen abzuwenden, sie wünscht sich Gutes zu tun und unter solchen Menschen zu leben. Obwohl Lunas Großmutter ihr einredet, Hass und Dunkelheit seien ihr angeboren und sie könne nichts dagegen tun, stehen ihr gleichzeitig Peter und seine Freunde zur Seite und so wird Luna am Ende die Königin des Lichts und kann jegliches Böse vertreiben.
- Sinistra – die Hexe im dunklen Reich von Niemandsland. Sie hat sich ganz dem Bösen gewidmet, das sie verkörpert. Als Lunas Großmutter wünscht sie sich, dass auch ihre Enkelin genauso wird, und tut alles in ihrer Macht Stehende, um dem Kind einzureden, dass in ihm die Dunkelheit herrscht, der es nicht entkommen kann. Da dies leider unmöglich ist, beschließt sie, Luna dazu zu zwingen, und wendet ihren allermächtigsten Zauber an.
- Sinistras Gehilfen – eine Gruppe von Männern mit roten Sonnenbrillen und schwarzen Anzügen. Wie Luna fahren sie auf leicht schwebenden Scootern. Deren Hauptaufgabe ist, dafür zu sorgen, dass die kleine Hexe sicher im dunklen Schloss bleibt und ihre Großmutter nicht verlässt.

### Weitere Charaktere
- Das Krokodil – eine große Echse, die in den Gewässern von Niemandsland hausiert. Vor einiger Zeit hat es Hooks rechte Hand gefressen und wird somit insbesondere von diesem angezogen. Genauso hat das Krokodil eine tickende Uhr verschluckt, welche man immer auf bestimmte Entfernung hören kann und somit über die Anwesenheit dieses Reptils informiert ist.

- Rascal – ein Waschbär, der sich anfangs ständig ins Baumhaus reinschleicht und bald von den Kindern als Haustier genommen wird. Er mag Ordnung und Sauberkeit und besitzt die Gabe fürs Aufräumen und Anwendung von Wasser beim Waschen und Putzen.

- Die Indianer – ein Stamm Rothäute, die hoch oben auf einem abgelegenen, steilen Berg ihr Dorf haben.
  - Tigerlily – die Tochter des Indianerhäuptlings. Vom Charakter ist sie entschlossen, selbstbewusst und manchmal ein wenig arrogant, was sie aber vor allem aus Besorgnis äußert. Sie hat ihre Mutter verloren und ist daher für ihr Alter sehr selbstständig und reif und achtet darauf, so gut es geht für sich selbst zu sorgen. Oft ist sie unterwegs und besucht Peter und seine Freunde regelmäßig. Am meisten zu ihr hingezogen fühlt sich John, was Tigerlily aber nicht gerade bereit ist zu erwidern. Meist hat sie große Lust zum Kämpfen und trägt als Waffe ein Messer bei sich, kann jedoch genauso gut Piratensäbel benutzen.
  - Großer Starker Kleiner Panther– der Häuptling seines Stammes und Medizinmann im Niemandsland. Er ist groß und muskulös, trägt einen bunten Anzug, versteckt unter einem breiten Umhang, Federschmuck als Kopfbedeckung und deutliches Make-Up. Durch seine Erscheinung kann er meist unheimlich wirken, weshalb andere sich nicht immer sofort zu ihm trauen. In Wahrheit ist er aber sehr ruhig und freundlich, wenn er jemanden gern hat, lässt er es ihn wissen.

- Die Wassernixen – fünf junge Damen mit Fischschwänzen. Sie wohnen in einem See, der in einem großen schwebenden Stapel zusammengelegter Felsen eingerichtet ist. Ihre hauptsächliche Beschäftigung ist, die meiste Zeit des Tages Ball zu spielen, wozu sie Wasserblasen verwenden. Aufgrund der abgelegenen Lage ihrer Heimat und ihrer Lebensweise isolieren sie sich vom Rest der Welt. Bis auf Peter und Glöckchen werden jegliche Besucher von ihnen abgestoßen.

## Synchronisation
| Rollenname         | Originalsprecher | Deutscher Sprecher |
| ------------------ | ---------------- | ------------------ |
| Peter Pan          | Noriko Hidaka    | Philipp Brammer    |
| Wendy Darling      | Naoko Matsui     | Julia Haacke       |
| Glöckchen          | Sumi Shimamoto   | Claudia Lössl      |
| John Darling       | Kyoko Hamura     | Michel Guillaume   |
| Michael Darling    | Yuriko Fuchizaki | Julia Laske        |
| Tootles            | Kazue Ikura      | Manou Lubowski     |
| Slightly           | Hiroko Emori     | Marc Rosenberg     |
| Curly              | Yuko Mitsuda     | Michaela Amler     |
| Captain James Hook | Chikao Ōtsuka    | Ekkehardt Belle    |
| Smee               | Kenichi Ogata    | Klaus Abrahamowski |
| Cecco              | Kōichi Yamadera  | Niko Macoulis      |
| Robert             | Issei Futamata   | Ulf Jürgen Wagner  |
| Starkey            | Masato Hirano    | Rudolf Adamek      |
| Alf                | Tesshō Genda     | Peter Musäus       |
| Bill               | Daisuke Gōri     | Peter Zilles       |
| Tigerlily          | Maria Kawamura   | Antonia Haacke     |
| Luna               | Maria Kawamura   | Antonia Haacke     |
| Sinistra           | Hisako Kyōda     | Margit Weinert     |

## Episoden
01. Wer ist Peter Pan? (Originaltitel, deutsche Übersetzung: Kommt schnell! Alle bewundern Peter Pan) 

Die drei Darling Geschwister werden regelmäßig von denselben Träumen heimgesucht. Dabei handeln alle von Peter Pan. Wendy, die älteste von ihnen, beschließt der Sache auf den Grund zu gehen, wer dieser Junge ist. Dabei findet sie heraus, dass seit mehreren Jahren auch andere Kinder regelmäßig nach ihm fragen. Eines Nachts kann deren Hündin Nana einer fremden Gestalt, die durchs Fenster ins Kinderzimmer gelangt, etwas entreißen ...
02. Der verlorene Schatten (Auf geht’s! Auf ins Niemandsland!) 

Die Darlings untersuchen die Beute ihrer Hündin. Sie erkennen, dass das ein Schatten ist, und wissen sofort, dass der Besitzer ihn vermisst und daher bestimmt zurückkommen wird ...
03. Das Baumhaus (Die Piraten kommen! Niemandsland, das Land der Abenteuer und Träume) 

Peter hat neue Freunde zu sich nach Hause mitgebracht. Sofort machen sie eine unangenehme Bekanntschaft mit seinen Verbündeten, nämlich den verlorenen Jungs, was sich bald darauf wieder bessert, als auch mit den Piraten, mit denen es jedoch so bleibt, wenn nicht nur noch schlimmer wird ...
04. Piratenspiele (Aufgetaucht! Ist das tickende Krokodil Captain Hooks Freund) 

Peter plant den Neuankömmlingen echte Piraten persönlich vorzustellen und verlässt das Haus. Die Kinder beschließen inzwischen etwas anderes zu unternehmen und gehen zur Nixenlagune. Bald aber trennen sie sich und die Hälfte von ihnen erlebt zuerst eine unangenehme Begegnung mit den fischschwänzigen Damen und wird darauf zurück zu Hause von Rascal, einem Unruhe stiftenden Waschbären, überrascht, den sie aber direkt darauf beschließen als Haustier zu behalten. Die anderen sind inzwischen Peter gefolgt und wollen persönlich miterleben, wie er die Piraten einfängt. Was sie aber nicht ahnen können, ist, dass der niemals erwachsen werdende Junge inzwischen seine Meinung und Pläne geändert hat ...
05. Eine Nähmaschine für Wendy (Captain Hook verabscheut den Klang einer Nähmaschine!) 

Wendy ist es leid, ständig alles Zerrissene flicken zu müssen, was ihr zudem viel Zeit nimmt. Mit einer Nähmaschine ginge es einfacher und vor allem schneller. Die verlorenen Jungs beschließen, ihr den Wunsch, eine eigene Nähmaschine zu haben, zu erfüllen, obwohl sich die einzige in ganz Niemandsland auf der Jolly Roger, dem Piratenschiff des Captain Hook, befindet ...
06. John, der Pirat (Johns erste Liebe? Das Indianermädchen erscheint) 

Zu Hause hat John es satt, sich immer nur um den Haushalt kümmern zu müssen. Er würde lieber Aufregendes erleben und auf See gehen, genau wie die Piraten ihren Alltag verbringen. Kurzerhand beschließt er, alles Bisherige aufzugeben und sich der Piratencrew anzuschließen. Unterwegs trifft er auf die junge Indianerin Tigerlily, die ebenfalls auf dem Weg zu Hook ist, so dass John sich gleich wohler und vor allem mutiger fühlt, mit ihr zusammen zu gehen ...
07. Wendys Abenteuer (Wendy bleibt hartnäckig. Das Ei gehört niemandem!) 

Peter hat eine Überraschung für Wendy vorbereitet und holt sie am frühen Morgen aus dem Haus. Er führt sie an einen neuen Ort, wo der Niemandsvogel lebt, ein Wesen, das in Wendys Welt nicht existiert. Zudem befindet sich ein Ei in seinem Nest. Wendy ist bereit zu helfen, damit das Junge schlüpfen kann ...
08. Eine Uhr für Wendy (Ein neuer Plan! Bringt das Krokodil zum lachen!) 

Wendy ist sehr unzufrieden, dass ständig alle zu spät kommen. Was ihnen fehlt, ist ein Zeitgefühl. Sie wünscht sich, eine Uhr zu beschaffen, die ihnen das ermöglichen kann. Dabei haben die Kinder zwei zur Verfügung. Eine befindet sich im Inneren des Krokodils, wobei das laute Ticken seine Anwesenheit verrät, und die andere ist auf der Jolly Roger, ein wertvolles Eigentum des Captain Hook, denn vor langer Zeit bekam er sie von seiner Mutter geschenkt ...
09. Jeder Tag Geburtstag (Das Gesetz des Niemandslandes? Jeden Tag Geburtstag!) 

Im Baumhaus wird Michaels Geburtstag gefeiert, wozu Geschenke und eine Torte gehören. Die verlorenen Jungs werden neugierig, da sie gar nicht wissen, was das ist, und keiner seinen eigenen Geburtstag kennt. Peter beschließt, dass von nun an jeder Geburtstag haben soll und ihn somit auch feiern. Wendy soll daher für jeden eine Torte vorbereiten und Peter wird ihr helfen, sie fertigzustellen, indem er Beeren besorgt, die letzte fehlende Zutat. Trotz der ganzen Anstrengung schafft es Wendy, ihren ganzen Teil der Arbeit zu erledigen, und wartet zufrieden nur noch auf Peter. Nur leider ist es bei ihm anders, denn unterwegs auf der Suche nach den Beeren hat er seine Aufgabe völlig vergessen. In einem Moment beschließt Peter seine Meinung zu ändern und will auf die ganze Sache mit dem Geburtstag verzichten. Wendy ist deshalb verärgert und will nichts mehr mit ihm und dem ganzen Niemalsland zu tun haben ...
10. John ist verliebt (Ein verdächtiges Verhalten. John wird verfolgt) 

Jeden Tag verbringt John ganze Stunden an einem Ort, von dem er begeistert ist. Bald aber wissen alle, dass an dieser Stelle die Indianerin Tigerlily immer zu ihrem Dorf gelangt. John würde sie gerne besser kennenlernen und wagt es, sie zu bitten, ihr Zuhause zu sehen und ihren Vater persönlich treffen zu dürfen – trotz Warnung, dass einmal Piraten dasselbe wie er taten, dann aber nie mehr zurückkamen ...
11. In den Fängen der Piraten (Eine neue Waffe, Cinderellas Wasserkutsche) 

Den verlorenen Jungs wird die Geschichte von Cinderella erzählt. Zwei Aspekte interessieren sie am meisten, nämlich die Kutsche als Fuhrwerk und die Stiefmutter. Bei Letzterer plant Peter ihnen zu zeigen, was das ist, und stiehlt in derselben Nacht das Porträt von Hooks Mutter. Erstere beschließt Slightly selbst zu bauen. Der Kapitän ist sehr verärgert über das Verschwinden seines wertvollen Besitzes. Da unglücklicherweise in dem Moment das Krokodil auftaucht, verkriecht er sich in seine Kajüte und die Mannschaft wird losgeschickt, um das Porträt wiederzufinden. Peter lässt sie schon bald wissen, dass er es hat, und mithilfe seiner Überlegenheit durch das Fliegen schafft er es zu entkommen. Um den Jungen dazu zu bringen, das Gemälde zurückzugeben, brauchen sie etwas zum Austausch, das für ihn wertvoll ist. Oder besser jemanden ...
12. Geisterstunde (Sogar Piraten laufen davon? Michaels Gruselgeschichte!) 

Da Peter und seine Freunde aufgrund eines Unwetters draußen nichts anzufangen wissen, entscheiden sie sich zu Hause für ein Spiel. Es werden Gruselgeschichten erzählt und jeder, der sich erschreckt, scheidet aus. Sieger ist derjenige, der als letzter übrig bleibt, und darf den frisch gemachten Vanillepudding haben. Wendy hat eine Idee, Peter reinzulegen, damit der kleine Michael ihn erschrecken kann. Ihr Bruder aber geht noch einen Schritt weiter ...
13. Ein Krokodil rückt an (Die Rettungsmission beginnt. Rettet Peter Pan!) 

Nach vielen Niederlagen gelingt es Hook und den Piraten endlich, die perfekte Falle zu bauen, in die Peter auch wirklich hineintappt. Nun in der Gewalt der Piraten ist Peter völlig wehrlos. Die Fee Glöckchen will ihn um jeden Preis befreien, kann aber nicht auf Unterstützung hoffen, da ihr niemand glauben will, dass Peter gefangen genommen wurde, dies ist einfach unmöglich. Ganz auf sich allein gestellt kann sie daher nicht viel ausrichten und wird ebenso überwältigt und endet wie Peter. Bald sind sich die Kinder im Klaren, dass Glöckchen doch die Wahrheit gesagt hat, und müssen nun einen eigenen Plan aushecken, wie sie ihren beiden Freunden helfen können. Der beste Weg wäre, jemanden zur Hilfe zu holen, der höher steht als Hook und in der Lage ist, ihn zu manipulieren ...
14. Tapferer Michael (Der Dämon auf dem Schneeberg und Michaels Mut) 

Wendy ist erkrankt und mitten in der Nacht werden alle durch ihre Geräusche aufgeweckt. John weiß, dass sie Fieber hat, und versucht es zu senken, doch das kühle Wasser, das den Freunden zur Verfügung steht, reicht leider nicht aus. Peter weiß nichts über Krankheiten und beschließt Tigerlily und ihren Vater um Rat zu fragen, was in dem Fall zu tun wäre. Zwar bekommt er sofort die richtige Medizin, weiß aber leider mit seinem Wissen und vor allem Gedächtnis nicht, wie man sie Wendy geben soll. Michael erfährt, dass man Wendy bei dem Fieber mit Eis helfen könne, da es als einziges kalt genug ist. Glöckchen erklärt ihm, wo im Niemandsland ein hoher Berg liegt, auf dessen Gipfel sich immer Eis und Schnee befindet. Sofort beschließt Michael hinzugehen, um das Eis zu besorgen. Was er leider nicht weiß, ist, dass sich Käpt’n Hook zufällig in demselben Zustand wie Wendy befindet und somit seine Piraten den gleichen Zielort vor Augen haben wie Michael ...
15. Die List des Captain Hook (Hook wird betrogen! Cecco ist nicht länger Pirat) 

Der mickrige, doch flinke Pirat Cecco hat lange Zeit seine Pflichten vernachlässigt. Zur Strafe wird er von Hook verbannt und soll sich zusätzlich seinem Untergang stellen. Zufällig ist Peter zur Stelle und kann den Gegner vor letzterem Unheil bewahren. Aus Dankbarkeit möchte Cecco Peters Freund werden und bittet, als verlorener Junge bei ihm aufgenommen zu werden. Obwohl es anfangs nicht leicht ist, schafft es der Ex-Pirat langsam, sich neu einzuleben, und gewinnt sogar das Vertrauen der Kinder, die ihm viele ihrer Geheimnisse anvertrauen. Cecco, der nun der Feind Hooks geworden ist, plant einen Hinterhalt ...
16. Auch Piraten haben Herz (Wendy ist wütend! Großer Hass für Peter Pan) 

Wie gewöhnlich erzählt Wendy den anderen ein weiteres Märchen. Dabei hat sie einen großen Traum, nämlich selber einmal ein Kleid wie eine Prinzessin tragen zu können. Dabei erfährt sie von Peter, dass die perfekte Hilfe dazu eine große Menge Deutzien wäre. Er verspricht ihr, am nächsten Tag mit ihr auf die Suche zu gehen, weil er genau weiß, wo sie wachsen. Doch schon am Morgen hat er leider wieder andere Pläne, denn er hat von Tigerlily erfahren, dass auf einer Wiese eine große Gruppe Echsen anmarschiert ist. Wendy ist verletzt und versucht alleine auf die Suche zu gehen, ohne jedoch zu wissen, wohin sie gehen soll, sodass sie bald mit zwei Piraten zusammentrifft. Inzwischen hat Tigerlily erfahren, dass Peter zuvor mit Wendy etwas anderes vorhatte, es aber nur wegen ihrer Nachricht über die Echsen gelassen hat. Sie weiß, dass sie Peter niemals informiert hätte, wenn sie von dem früheren Plan gewusst hätte. Deshalb verlässt sie die anderen und meint, Peter solle sich nun um Wendy kümmern ...
17. Musik zum Schlafen (John kann nicht schlafen! Fangt den Geist des Schlafs!) 

Seit langer Zeit leidet John an Schlafstörungen und ist daher erschöpft und hat zu gar nichts Energie oder Kraft, wodurch seine guten Launen versagen, was auch die Leute seiner Umgebung furchtbar belastet. Alle versuchen, ihm zu helfen, scheitern jedoch jedes Mal. Bald erfahren sie, dass auf der Jolly Roger ein magischer Geist herrscht, der in der Lage ist, alle sanft in den Schlaf zu wiegen. Zudem ist leider Hook der einzige, der die Macht hat, den Geist sowie seine Kräfte hervorzuholen. Nun liegt es an Peter, seinen größten Erzfeind um Hilfe zu bitten ...
18. Die Piratenflagge (Zeigt uns deinen Mut, Tootles! Hol dir die Piratenflagge!) 

Bei einem gemeinsamen Ausflug versagt Tootles, weil er seine Aufgaben vernachlässigt. Die anderen Jungs wollen ihn daher nicht mehr dabeihaben und der nächste Ausflug wird somit ohne ihm unternommen. Wendy fühlt mit ihm und ermutigt Tootles, etwas Aufregendes, Waghalsiges zu unternehmen, denn somit könnte er wieder von Peter und den anderen respektiert werden. Eine Möglichkeit wäre, Hook zu beklauen ...
19. Captain Hooks Traum (Hooks Entscheidung! Das Piratenschiff verschwindet auf mysteriöse Weise!) 

Nach langer Zeit fährt Hook mit seinem Schiff ins Schloss, das auf einem Berg steht, über dem eine große Gewitterwolke schwebt. Er muss feststellen, dass bei seinen wertvollsten Besitzeigentümern sein Umhang fehlt, wobei ihm niemand helfen kann. Inzwischen stellt sich heraus, dass er sich im Besitz der Kinder befindet. Sie spielen damit und haben alle großen Spaß. Alle bis auf Wendy, die findet, dass es sicher bald nur Schwierigkeiten machen wird. Um sie zu beruhigen, beschließt Peter, den Umhang zu seinem Besitzer zurückzubringen, weshalb er seine Freunde verlässt. In der Bucht angekommen, muss er jedoch feststellen, dass die Jolly Roger fort ist. Aus diesem Grund müssen seine Freunde länger ohne ihn auskommen, was jedoch nichts Gutes bringt, denn Wendys Befürchtungen werden wahr und die Piraten greifen an. Trotz aller Bemühungen und Tigerlilys Unterstützung schaffen es die Kinder nicht, gegen die Piraten anzukommen, und verlieren die Schlacht. Im allerletzten Moment erscheint Peter und bringt die Sache für seine Freunde gut zu Ende. Alle sind glücklich, bis auf Glöckchen, die unzufrieden wegfliegt. Leider ist sie unvorsichtig und fällt den Piraten in die Hände ...
20. Das geheimnisvolle Tal (Eine aussichtslose Lage! Wendy verschwindet im Nebeltal) 

Hook weiß, dass er, um erfolgreich zu sein, sorgfältig vorgehen und jeden einzelnen Schritt planen muss. Deshalb beginnt er damit, die kleine Fee Glöckchen zu überlisten, die ihm helfen soll, Wendy zu in seine Gewalt zu bringen. Da Glöckchens größter Wunsch ist, Wendy endlich loszuwerden und Peter wieder für sich allein zu haben, willigt die naive Fee sofort ein und lockt Wendy problemlos in eine Falle. Beinahe gelingt den Piraten ihr Fang, doch Lily kommt dazwischen und so schafft es Wendy zu fliehen und eilt nach Hause. In derselben Zeit befindet sich Peter woanders und erfährt bald von Glöckchens Verrat. Voller Wut verbannt er Glöckchen und eilt ins düstere Schloss, in der Hoffnung, Wendy retten zu können. Angekommen kann er sie nicht finden, sondern wird an jeder Stelle mit verschiedenen Fallen konfrontiert. Trotz großer Vorsicht schafft er es leider nicht zu entkommen und bleibt in der letzten Falle stecken. Hook hat mittlerweile angefangen, mit seiner hochentwickelten Kanone aufs Baumhaus zu schießen, was er nach mehreren Versuchen letztendlich trifft ...
21. Glöckchens Reue (Rettet Wendy! Glöckchen riskiert ihr Leben) 

Den Piraten ist es gelungen, das Baumhaus zu zerstören, wobei die Jungs es gerade noch geschafft haben, sich selbst zu retten. Schließlich haben die Piraten Wendy doch noch geschnappt und verschleppen sie in Hooks Schloss. Da erfährt Wendy davon, dass Glöckchen Hook geholfen hat, widersetzt sich jedoch sofort und sagt, dass sie nur von ihnen ausgetrickst wurde, die Fee würde nie jemandem etwas so Schlimmes antun. Die Jungs beschließen, trotz ihrer vielen Niederlagen und Verluste, nicht aufzugeben und machen sich mit Tigerlily auf den Weg zum Schloss. Peters sitzt immer noch in der Falle fest, die ihn immer näher an ein Fallbeil fährt. Glöckchen hat nun ihren großen Fehler eingesehen und weiß, dass sie das nicht mehr ändern kann. Sie ist bereit, für Peter ihr Leben aufs Spiel zu setzen, und will somit ein letztes Mal eine gute Tat vollbringen. Tatsächlich schafft sie es, Peter zu retten, was sie jedoch sehr viel Kraft und Energie kostet, so dass ihr ganzes Licht erlischt. Tigerlily beschließt, sich um sie zu kümmern. Die Jungs sollen mit Peter weiter, um die Piraten zu verfolgen ...
22. Das Schraubenmonster (Die Geheimwaffe wird eingesetzt! Captain Hooks entscheidende Trumpfkarte) 

Hook lässt seine neue Waffe zum Vorschein kommen: einen großen Roboter, den er selber steuern kann. Mit ihm schafft er es, Wendy mit einer Metallklaue zu umklammern und Peter dazu zu bringen, ihm zu folgen, und beide bewegen sich immer höher. Die Kinder haben inzwischen einen eigenen Heißluftballon gebaut, mit dem sie Wendy retten wollen ...
23. Der Regenriese (Das Geheimnis rückt näher! Auf der Suche nach Glöckchens Heimat) 

Nach einem langen Kampf gelingt es Peter schließlich, als Sieger hervorzugehen. Die ewige Gewitterwolke löst sich auf und schließlich bricht der ganze Berg in sich zusammen. Bald erfahren die Kinder von Tigerlily, dass Glöckchen inzwischen verschwunden ist. Der Häuptling weiß ebenso wenig, wo sie sein könnte, gibt ihnen aber den Rat, zum Regenriesen zu gehen, da ihnen ein Vogel, der bei ihm an der Spitze haust, die notwendige Information geben kann. Peter macht sich sofort mit Wendy auf den Weg. Angekommen haben sie jedoch Schwierigkeiten, den Vogel zu finden. Zudem haben sie nicht viel Zeit, denn sie müssen es schaffen, den Riesen zu verlassen, bevor er sich auflöst ...
24. Die Flucht ins Tal der Elfen (Das geheimnisvolle Mädchen und die furchteinflösenden Fremden im schwarzen Umhang!) 

Dunkle Schatten verwüsten Niemandsland, so dass der Teil, den Peter bisher kannte, völlig trocken und öde wird. Nach dem Verlust des Baumhauses haben die Jungs ein Bootshaus gebaut, mit dem sie sich auf dem Land auf Rädern fortbewegen. Bald darauf treffen sie ein Mädchen namens Luna. Dieses wird jedoch verfolgt, mit der Beschuldigung, ein wertvolles Amulett gestohlen zu haben. Vorerst darf sie bei Peter bleiben, obwohl ihr die anderen noch nicht ganz vertrauen. Mit den vielen neuen Verfolgern und Beschränkungen wird die Suche nach Glöckchen schwerer als zuvor erwartet ...
25. Glöckchens Rückkehr (Willkommen zurück, Glöckchen! Das geheimnisvolle Feenreich) 

Obwohl die Kinder endlich im Tal der Elfen angelangt sind, gibt es von Glöckchen immer noch keine Spur. Allgemein ist es schwer sich fortzubewegen, da das Boot einen unangenehmen Weg überqueren muss. Dabei interessiert Peter, was für ein Transportmittel Luna hat, denn es kann leicht über dem Boden schweben, so dass dabei eine unebene Straße kein Problem darstellt. Dies funktioniert mithilfe eines bestimmten Steines, den die beiden Jungs Slightly und Curly in der folgenden Nacht beschließen zu suchen ...
26. Die Jagd nach dem magischen Amulett (Die Rückkehr des Captain Hook! Pläne für ein fliegendes Piratenschiff) 

Tatsächlich hat Luna ein Amulett gestohlen, das ihre Verfolger versuchen wiederzuerlangen. Ihre Großmutter Sinistra ist nämlich eine Hexe und die Königin der Dunkelheit, die an einem düsteren Ort ihr Schloss hat. Bald darauf tauchen Hook und die Piraten wieder auf. Sie schaffen es, zu erfahren, wie mächtig das Amulett ist, und beschließen, es in ihre Gewalt zu bringen, womit weitere Interessenten des magischen Amuletts entstehen. Bald darauf beginnt die große Jagd und jeder ist dabei bereit, vieles aufs Spiel zu setzen ...
27. John als Ritter (John wird bewundert! Ein Ritter auf einem hölzernen Pferd) 

Die Kinder begegnen einem mittelgroßen Mann mit Ritterrüstung, der zur Fortbewegung ein Holzpferd benutzt und in Aussehen und Erscheinung an Don Quijote erinnert. Dieser behauptet, er habe den bösen Käpt’n Hook besiegt, und kann sogar als Beweisstück eine seiner Haarsträhnen vorzeigen. Über dieses Gerücht ist der Captain selber sehr unzufrieden. Deshalb beschließt er, diesen Ritter zu finden und ihn zur Vernunft zu bringen. John möchte selber ein Ritter sein und ist zusammen mit dem Mann losgezogen, ohne zu ahnen, dass die Piraten bereits auf der Suche nach dem Ritter sind ...
28. Wendy wird verhext (Wendy wird zum Monster) 

Peter, Glöckchen und die anderen erleben eine große Überraschung, als sie sehen, wie gut Wendy auf einmal mit Lunas Transportmittel fahren kann und Luna dagegen sehr einfühlsam die Küchenarbeit verrichtet. Bald sehen sie, dass die beiden Mädchen zum Spaß ihre Kleider getauscht haben und es ihnen gelungen ist, die anderen reinzulegen. Alle sind dagegen und versuchen sie dazu zu bringen, dass beide endlich wieder ihre normale Kleidung anzuziehen, doch die Mädchen sind zu hartnäckig. In derselben Zeit hat die Hexe Sinistra eingesehen, dass es unmöglich ist, ihre Enkelin dazu zu bringen, nach Hause zurückzukommen. Sie erschafft ein teuflisches Armband, das ihren Willen kontrollieren soll, damit sie selber zurückkehrt. Sofort werden die Gehilfen losgeschickt, die Luna seit ihrer ersten Begegnung mit Peter verfolgt haben. Schließlich bei Luna angekommen, erwartet sie leider dieselbe Überraschung, wie zuvor Peter ...
29. Die Blumenelfe (Penelope, die Fee! Hab nur Mut und flieg) 

Die Freunde treffen auf Penelope, ein Baby der Blumenelfen, das ihre Mutter verloren hat. Leider hat sie es bis dahin nicht geschafft, mit ihren Flügeln richtig umzugehen und kann daher nicht fliegen. Sofort sieht sie in Peter ihre Mutter und gibt ihm daher keine Ruhe mehr. Die anderen Feen können auf ihrer Wanderung nicht auf sie warten und müssen sie zurücklassen. Somit wird die ganze Verantwortung auf Peter, Glöckchen und die anderen übertragen, die sich nun darum kümmern müssen, dass sie fliegen lernt, denn nur so wird sie zu ihrer Familie zurückkehren können. Leider scheint ihr diese offensichtliche Begabung der Feen völlig unverständlich ...
30. Teufels-See (Es hebt ab! Hooks fliegendes Piratenschiff) 

Auf ihrer Reise landen Peter und seine Freunde in düsterer Nacht an einem See. Beim Versuch, ihn zu überqueren, werden sie leider aufgehalten und auf eine Insel gedrängt, denn unter Wasser lebt ein feuerspeiender Fisch, der jeden Eindringling aufhält oder sogar zerstört. Mit viel Aufmerksamkeit und Geduld schaffen die Kinder es schließlich, den entsprechenden Moment abzuwarten, in dem sie einen neuen Versuch wagen können. Doch da taucht ein neues Piratenschiff auf, dessen Anführer niemand anderer ist als Captain Hook ...
31. Die Früchte des Vergessens (Das ist kein Traum, Peter Pan kann nicht länger fliegen!) 

Nach einer langen Wanderung beschließen die Kinder an einem düsteren Wald ihr Lager aufzuschlagen. John würde gerne den Ort erkunden und unternimmt mit Michael eine kleine Expedition. Dabei entdecken sie merkwürdige rubinfarbige Früchte. John will allen beweisen, wie tapfer und furchtlos er ist, und greift sofort nach ihnen. Michael dagegen will das lieber sein lassen. Sofort verfällt John in schlechte Stimmung und ist mit allem unzufrieden. Zurück bei den anderen kostet auch Peter davon und sofort ergeht es ihm ähnlich wie John. Er wird melancholisch und verliert seine Gabe zu fliegen ...
32. Schatzsuche (Auf der Suche mit den Piraten, nach dem weißen, mysteriösen Spiegel) 

Die schwarze Macht Sinistras ist weiterhin dabei, immer mehr Land zu verwüsten. Luna meint, es könnte die Möglichkeit geben, dieses Unglück aufzuhalten und zwar mithilfe eines ‚weißen Spiegels‘, der als einziger genügend Macht hat, dass man es mit seiner Hilfe mit dem Bösen aufnehmen könnte. In derselben Zeit werden die Kinder von den Piraten belauscht und obwohl sie erwischt werden, überbringen sie Hook die Nachricht, welche Macht der weiße Spiegel seinem Träger vermitteln könne. Sofort beschließt der Captain mit seiner Mannschaft loszuziehen, um Peter zu folgen und somit den Spiegel in die Hände zu kriegen und die Chance zu nutzen, Peter Pan endlich aus dem Weg zu schaffen ...
33. Die gute Hexe (Lunas Tränen. Bin ich eine Hexe des Bösen?) 

Peter und die anderen beschließen, einen von Sinistras Helfern zu entführen, um aus ihm die Existenz und den Aufbewahrungsort des weißen Spiegels herauszukriegen. Diese dagegen ahnen von dem Plan und schaffen es zuvor, Wendy zu entführen und sie somit gegen Luna auszutauschen. Peter versucht, sie wieder herauszuholen, wird jedoch überraschenderweise von Hook aufgehalten. Die Großmutter erzählt Luna, dass sie die Thronerbin der Dunkelheit ist und nichts dagegen tun kann. Es fällt ihr schwer, sich ihrem Schicksal zu widersetzen, das schließlich immer stärker wird, im Gegensatz zu ihr, so dass sie am nächsten Abend bewaffnet Peter gegenüber steht. Dieser traut seinen Augen nicht und erkennt sofort die Verzweiflung von Luna ...
34. Der Geisterzug (Hören wir ein Geistesgeflüster? Auf der Suche nach dem Geisterzug!) 

Sinistra hat durch ihre Gehilfen, Hook den Auftrag erteilt, ihre Enkelin und das Amulett zurückzuholen. Dieser ist einverstanden, lässt die Männer jedoch einsperren. Luna selber ist verzweifelt, wie lange sie noch in der Lage sein wird, sich der dunklen Macht zu widersetzen. Alle Kinder wissen genau, dass ihre Freundin ein guter Mensch ist. Auf einmal erklingt ein merkwürdiges Geräusch und John erkennt sofort, dass es genauso klingt, wie ein Zug, der durch London fährt. So ein Fahrzeug im Niemandsland ist zwar ungewöhnlich, aber doch etwas unglaubliches. Deshalb beschließen sie Luna mit einer Suche und Besichtigung aufzuheitern. Leider ahnen sie nicht, dass die Piraten von ihrem Ausflug Bescheid wissen und daher ebenso dem Geräusch des Zuges folgen ...
35. Luna, die kleine Hexe (Ein enormer Gegner. Hook verbündet sich mit der Dunkelheit!) 

Die Piraten haben es schließlich geschafft, Luna zu fangen, und Hook kann sie zu Sinistra zurückbringen. Die beiden werden zu Verbündeten und planen, Peter und seine Freunde zu vernichten, da sie ihnen in die Quere kommen könnten. Hook bekommt eine magische Fackel von Sinistra und als Dankeschön entführen seine Piraten den Waschbären Rascal, da bei ihm das magische Amulett vermutet wird ...
36. Einer Meinung (Das Ende des Abenteuers? Jeder verspürt großen Schmerz!) 

Peter und Wendy ziehen los, um den Weg zu Sinistras Schloss zu finden, so dass die restlichen Jungs schutzlos zurückbleiben. Darauf werden die Darling-Brüder von den Piraten überfallen, die es, mit Glöckchen als Geisel, nun endlich schaffen, das magische Amulett zurückzuholen. Inzwischen hat ein großer Vogel Peter und Wendy zu einem Felsen in Form eines Affenkopfes geführt. In seinem Innern herrscht ein Geist, der sich in Form eines Wikingerhelms sehen lässt und mit Besuchern sein Wissen teilt. Dabei braucht Wendy dringend eine Antwort ...
37. Durch Nacht und Nebel (Der gigantische Irrgarten! Der Weg zum Schloss der Dunkelheit) 

Nach einer langen Reise haben es Peter und die anderen endlich geschafft, den Weg zum Schloss zu finden, und gelangen schon bald auf Sinistras Territorium. Leider stellt sich ihnen ein neues Hindernis in die Quere, denn es bedarf einer bestimmten, den Kindern unbekannten Methode, um den Durchgang zu öffnen. Inzwischen schmiedet Hook Pläne, wie er Sinistras Schloss ganz erobern könnte ...
38. Kanonen gegen Zaubertricks (Der schwarze Spiegel wird aktiviert! Ganz Niemandsland zerfällt) 

Hook und die Piraten haben sich endgültig gegen Sinistra gestellt und führen einen Kampf gegen sie, um nun endlich ihren Besitz übernehmen zu können. Da die beiden Seiten so sehr miteinander beschäftigt sind, schafft es Peter einzudringen. Zuerst kann er das Amulett wieder an sich reißen, bald darauf wird es ihm aber leider wieder abgenommen. Luna ist entsetzt über den großen Aufstand und bittet ihre Großmutter, damit aufzuhören. Diese dagegen merkt, dass sie mit ihrer Macht unbesiegbar ist, doch aufgrund ihres Alters werden sie ihre ganzen Kräfte schon bald verlassen. Um nichts zu verschwenden, muss nun Luna alles übernehmen und weiterführen ...
39. Die Hüterin des schwarzen Spiegels (Hooks Ehrgeiz. Die Übernahme des Schlosses der Dunkelheit) 

Luna wurde mit der gesamten schwarzen Macht ausgestattet und dabei hat sich auch ihr Charakter völlig verändert. Sie hat Peter, Wendy und die anderen Freunde ganz vergessen und dazu gelingt es Hook, ihr einzureden, dass alle diese Kinder ihre Feinde seien, die sie nun vernichten müsse. Luna ist nicht nur viel mächtiger als ihre Großmutter scheint, sondern sie plant auch, das Niemandsland und alles andere zu zerstören ...
40. Die Macht des schwarzen Spiegels (Der letzte Kampf. Peter Pan gegen Captain Hook!) 

Wendy und die Jungs schaffen es schließlich, auch ins Schloss zu gelangen und Peter wieder zu treffen. Alle sind entsetzt über die Nachricht, dass Luna in einen Dämon verwandelt wurde. Dennoch gibt Wendy nicht auf. Sie weiß, dass es nicht die wahre Luna ist, und ist bereit, alles zu tun, um ihre Freundin zu retten. Hook plant immer noch, das Schloss und alles andere zu übernehmen, um somit die ganze Macht an sich zu reißen ...
41. Abschied vom Niemandsland (Lebewohl, Peter Pan. Das Land der Abenteuer und Träume) 

Wendy hat versucht, Luna zur Vernunft zu bringen, worauf beide vom schwarzen Spiegel eingesaugt wurden. So hat es Hook geschafft, an Lunas magisches Zepter zu gelangen, und mithilfe von Zaubertricks kann er seinen Kampf gegen Peter weiterführen. Im Innern des Spiegels gelingt es Wendy endlich, Luna von der schwarzen Macht zu befreien, worauf die Dunkelheit um sie herum beginnt sich aufzulösen und ihr Aufenthaltsort zu einem weißen Spiegel transformiert wird. Das gesamte Licht schafft es, all die dunklen Mächte zu besiegen, genauso werden die Landschaften und Natur in ganz Niemandsland wiederhergestellt, das Schlachtfeld formt sich zu einem weißen Schloss und alles, was Hook Böses mit dem Zepter schaffen konnte, verschwindet. Nun ist Luna die gute Königin des Lichts und in ganz Niemandsland herrscht Frieden. Peter beschließt, die Darlings nach Hause zurückzubringen, da er meint, dass es in nächster Zeit zu ruhig sein wird. Noch bevor er die drei in London verlässt, verspricht er, sie wieder abzuholen, sobald nur das nächste Abenteuer bevorsteht. So vergeht ein wenig Zeit, doch Peter kommt nicht. Nach einiger Zeit hört Wendy auf, das Fenster länger offen zu lassen, bis sie schließlich erwachsen ist. Das Mädchen, das Peter nach langer Zeit in dem ihm bekannten Kinderzimmer vorfindet, ist jemand anderes als Wendy. Und zwar ihre Tochter, Jane. Peter und Glöckchen haben eine neue Gefährtin, die mit ihnen für eine Weile nach Niemandsland reist. Weitere Jahre vergehen ...